# Skórcza
Skórcza – wzniesienie na Równinie Drawskiej o wysokości 137,0 m n.p.m., położone w woj. zachodniopomorskim, w powiecie stargardzkim, w gminie Ińsko.
Ok. 2,4 km na zachód od Skórczej leży wieś Storkowo, a ok. 2,2 na północny zachód Jezioro Storkowskie.
Nazwę Skórcza wprowadzono urzędowo w 1955 roku, zastępując poprzednią niemiecką nazwę Tauben-Berg.